# Л-1 (автомобиль)
Л-1, Ленинград-1 — советский экспериментальный легковой автомобиль, выпущенный в 1933 году серией из 6 экземпляров на заводе «Красный путиловец» в Ленинграде. Предшественник и в определённой степени прообраз более позднего автомобиля ЗИС-101.

## История автомобиля
На начало тридцатых годов XX столетия в СССР уже была решена задача организации производства полного цикла в создании собственного легкового автомобиля среднего класса — им стал освоенный на Нижегородском (Горьковском) автозаводе ГАЗ-А. Осуществлялись также попытки наладить выпуск автомобиля малого класса (НАМИ-1). Между тем, наряду с этим существовала хотя и небольшая по объёму, но настоятельная потребность в автомобиле «тяжёлого типа», с крепким шасси, вместительным кузовом, мощным мотором, позволяющим развивать высокую скорость на шоссейных дорогах и обеспечивающим запас тяги, необходимый для движения в тяжёлых дорожных условиях, и большим запасом хода, позволяющим осуществлять дальние поездки. Более того, именно такой тип автомобиля многими специалистами считался наиболее подходящим для отечественных дорожных и эксплуатационных условий, при условии обеспечения должного уровня прочности, ремонтопригодности и проходимости. Такие автомобили использовались в качестве представительских и служебных в государственных и партийных органах, как штабных — в Красной армии, на их шасси изготавливались санитарные машины.
Удовлетворение потребности в таких автомобилях осуществлялась путем закупок иностранных моделей таких марок, как Mercedes-Benz, Steyr, Buick, Packard и Lincoln, приобретение, техническое обслуживание и ремонт которых обходились советскому государству весьма недёшево.
В это время на ленинградском заводе «Красный путиловец» было свёрнуто производство устаревшего трактора Fordson, что освободило значительные производственные площади. Техническим директором завода Михаилом Тер-Асатуровым при поддержке группы технических специалистов и директора предприятия Карла Отса на освободивщихся площадях было предложено начать производство легкового автомобиля высшего класса. В качестве наиболее предпочтительного прототипа виделся американский Buick модели 1932 года в варианте Buick 32-90 с кузовом 7-passenger Sedan («32» — 1932 модельный год, «90» — серия моделей, Series 90, а также собственно модель), который по американским меркам относился к верхнему-среднему классу (выше большинства марок, но ниже таких, как Cadillac или Packard) и сочетал высокий технический уровень с приемлемой степенью адаптации к советским дорожным и эксплуатационным условиям.
Начинание было поддержано ВАТО (Всесоюзное автотракторное объединение — предшественник Наркомата автомобильной промышленности) и Наркоматом тяжёлой промышленности, в непосредственном подчинении которого находился «Красный путиловец». Официальное задание предполагало изготовление опытной партии «советских „Бьюиков“», как автомобиль вполне открыто называли в печати, к 1 мая 1933 года.

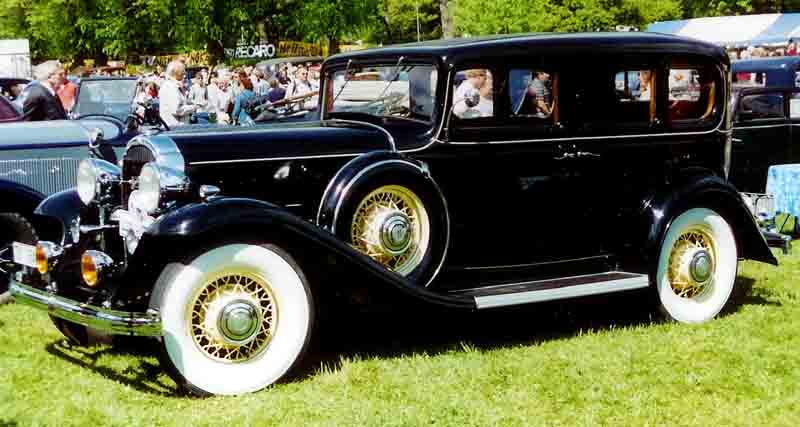
1932 Buick Series 80 Model 87 — младшая версия модели, послужившей прототипом для Л-1.

Окончательный выбор прототипа и подготовка производственной документации были осуществлены при помощи института ЛенГипроВАТО и лично одного из его основателей, профессора Леонида Клименко. Для этого в США был закуплены два «Бьюика», один из которых был предназначен для снятия чертежей со всех деталей и подбора необходимых для их изготовления материалов. Под задачу освоения представительского легкового автомобиля в октябре 1932 года была создана группа «Автокраснопутилпроект», включившая в себя специалистов «Красного путиловца» и ЛенГипроВАТО.
Освоение «советского „Бьюика“» проходило с большими затруднениями — достаточно сказать, что даже диафрагменный бензонасос в те годы для советской промышленности был сложным и непривычным изделием (у того же ГАЗ-А топливо поступало из бензобака самотёком). «Бьюик» же представлял собой автомобиль со сложной и прогрессивной для своего времени конструкцией, в обилии содержавшей автоматику и разнообразные сервоприводы. К примеру, у него были весьма совершенный для своего времени верхнеклапанный (OHV) двигатель, очень сложные сдвоенные карбюраторы с автоматическим управлением подачей воздуха, полуавтоматическое сцепление, управляемое разрежением во впускном коллекторе двигателя, термостат, автоматически открывающий и закрывающий створки жалюзи радиатора, расположенные по бокам капота, регулировка жёсткости рычажных амортизаторов с места водителя в зависимости от количества пассажиров и качества дорожного покрытия. Не удивительно, что его освоение в производстве справедливо считалось в те времена поводом для гордости и большой победой советской промышленности:
Сегодня, может быть, нам покажется странным, что и в официальных документах, и на страницах газет, да и на плакатах и лозунгах тоже встречались такие выражения: «Есть первый советский „Форд“», «Начат серийный выпуск „Автокаров“», «Даешь советский „Бьюик“». Это диктовалось не отсутствием патриотизма. Мы гордились тем, что самую передовую и самую сложную зарубежную технику наши заводы не только могут делать, но в состоянии её освоить очень быстро и изготовлять по качеству не хуже иностранных фирм.— Лев Шугуров.
Сборка первых машин началась в марте 1933 года, все их детали были изготовлены силами советских предприятий. Первое шасси было сдано 24 апреля, а на первомайскую демонстрацию вышло уже шесть полностью собранных автомобилей, получивших марку Л-1. 19 мая они приняли участие в испытательном пробеге в Москву и обратно, совмещённым со «смотринами» автомобилей руководителем Наркомтяжпрома Г. К. Орджоникидзе, который остался в целом доволен новинкой и тут же поставил перед заводом задачу выпустить в следующем году серию в 2 тысячи автомобилей. Администрация «Красного путиловца» также рассчитывала на получение крупного заказа на производство Л-1, назывались даже объёмы выпуска — порядка 20 тыс. машин в год после полного развёртывания производства. Однако в конечном итоге работы по автомобилям на «Красном путиловце» были неожиданно свёрнуты.
Относительно причин отказа от производства Л-1 существует множество версий, большинство из которых, скорее всего, являются легендарными. Домыслы в ряде неавторитетных и анонимных публикаций пост-перестроечного времени, что ленинградские машины якобы не смогли добраться до Москвы, либо сломались на обратном пути, опровергаются фактами, отражёнными в печати того времени и позднейших изданиях:

За всю дорогу ни один из шести автомобилей не имел ни минуты простоя из-за работы двигателя и всей ходовой части. Скорость на отдельных участках доходила до 105 километров в час…
В Москве автомобили осмотрели крупнейшие специалисты… Все участники пробега были приняты наркомом тяжёлой промышленности… Краснопутиловцы осмотрели Кремль…

С триумфом, как победителей встречал краснопутиловцев родной город. У Московских ворот был выстроен духовой оркестр Сотни людей бросились поздравлять участников пробега. На Загородном проспекте, на Невском, Морской — всюду по пути следования плотными рядами стояли ленинградцы, приветствуя своих земляков.— История Кировского завода. 1917-1945. М.:Мысль, 1966. — С. 409-410.
В отчёте о пробеге информация о поломках автомобилей и вызванном ими срыве графика отсутствует, а во всех публикациях в прессе тех лет отмечается, напротив, высокая надёжность автомобилей и отсутствие поломок в ходе пробега. Более того, впоследствии те же автомобили активно эксплуатировались в обычном режиме и не вызывали нареканий. Несостоятельна и версия, связывающая отказ от массового производства Л-1 с распоряжением Наркомтяжпрома об освоении на заводе выпуска танков Т-28: на самом деле танковая программа на «Красном Путиловце» реализовывалась ещё с 1932 года, причём танковое производство велось на отдельных производственных площадях, не затрагивая отведённые под автомобильный проект.
Выдвигалась и версия, что судьбу ленинградского лимузина решили экономические факторы. Оценивая вложения для переоборудования тракторного цеха (одного!) под автомобильное производство, включая закупки за рубежом станков и иного оборудования в «3 миллиона рублей золотом», авторы этой версии утверждают, что кто-то воспринял это, как непомерные затраты на автомобиль, не имеющий значительной народнохозяйственной ценности. Уже сама цифра «3 миллиона рублей золотом» не соответствует оценкам валютных затрат, приведённых в официальном ТЭО проекта, и кажется взятой с потолка. Далее, действительно в июле 1932 года И. В. Сталин в переписке с Л. М. Кагановичем предлагал подождать с выпуском собственной представительской модели автомобиля до тех пор, пока отечественная промышленность не сможет обеспечить производство необходимым станочным парком. Но полагать, что путиловцы могли приняться за этот проект на свой страх и риск, без соответствующей экономической его проработки и поддержки в Москве — значит, не понимать сущность советского механизма управления народным хозяйством.

Для реконструкции тракторных цехов и превращения их в завод с выпуском на 400 миллионов рублей (что означало 20 тысяч автомобилей в год) требовалось, по расчётам инженеров, около 40 миллионов рублей. Постройка нового завода обошлась бы примерно в 150 миллионов. Все заготовительные цехи, а также более 80 % оборудования механосборочных цехов тракторного отдела легко приспосабливались под автостроение…

Импортного оборудования предстояло заказать на сумму не более 6 миллионов рублей. Как показывали расчёты, все валютные затраты могли быть возвращены уже в течение первых месяцев работы, после выпуска 2 тысяч автомобилей— История Кировского завода. 1917-1945. М.:Мысль, 1966. — С. 401.
Конечно, для пилотной партии за неимением необходимого оборудования некоторые из 5450 деталей и элементов автомобиля пришлось изготавливать нестандартными средствами. Так, кузова Л-1 были изготовлены мастерами вагонного цеха вручную, тогда как в Америке кузов аналогичного «Бьюика» «делали на отличном оборудовании, с применением сложных и дорогих штампов». Прикреплённый к заводу американский инженер-автомобилестроитель Харль сначала «вдоволь посмеялся над вагонниками», а потом «вполне серьёзно… сказал директору завода, что считает своим долгом предостеречь от безумной траты средств и энергии и дождаться изготовления нужных штампов».
Существует также мнение (исходящее от заинтересованного лица — сотрудника ЛенГипроВАТО Михаила Косинского), что на такое развитие событий повлиял директор ЗИСа И. А. Лихачёв, вхожий в высшие круги руководства отрасли и государства и сумевший убедить Сталина в необходимости выпуска отечественного представительского автомобиля на своём заводе, дав при этом гарантии, что его завод сможет обеспечить всё необходимое для его организации.
Так или иначе, но уже через две недели после завершения пробега вся конструкторская документация, два экземпляра Л-1 и разобранные «Бьюики» были переданы на ЗИС, инженеры которого, снова взяв «Бьюик» за отправную точку, создали на его основе свою, достаточно оригинальную конструкцию — ЗИС-101. Для того, чтобы оправдать минимальные экономически оправданные масштабы выпуска больших легковушек, было также принято решение изготавливать на их основе модификации, предназначенные для работы в службах «Скорой помощи» и такси.
Остальные экземпляры Л-1 были переданы в различные учреждения Ленинграда, а осенью 1933 года четыре экземпляра были направлены в Монгольскую народную республику в качестве трудового подарка.
Конкурирующий проект автомобиля «тяжёлого типа», предназначенного в первую очередь на роль армейского штабного, был в то же самое время разработан в НАМИ по заказу Военно-технического управления РККА и Главмашстроя (так называемый НАМИ-Штабной), но из-за отсутствия производственных мощностей его выпуск налажен не был.
На сегодняшний день ни одного Л-1 не сохранилось, его прототип - Buick 32-90 можно увидеть в Музейном комплексе УГМК (г. Верхняя Пышма).

Масштабная модель автомобиля Л-1 (фирма «Наш Автопром»).